# Вирьё
Вирьё (фр. Virieu) — коммуна во Франции, находится в регионе Рона — Альпы. Департамент коммуны — Изер. Входит в состав кантона Вирьё. Округ коммуны — Ла-Тур-дю-Пен.
Код INSEE коммуны — 38560. Население коммуны на 1999 год составляло 940 человек. Населённый пункт находится на высоте от 384 до 775 метров над уровнем моря. Муниципалитет расположен на расстоянии около 450 км юго-восточнее Парижа, 60 км юго-восточнее Лиона, 39 км северо-западнее Гренобля. Мэр коммуны — Michel Morel, мандат действует на протяжении 2008—2014 гг.
Динамика населения (INSEE):